# Węgry na Zimowych Igrzyskach Olimpijskich 2018

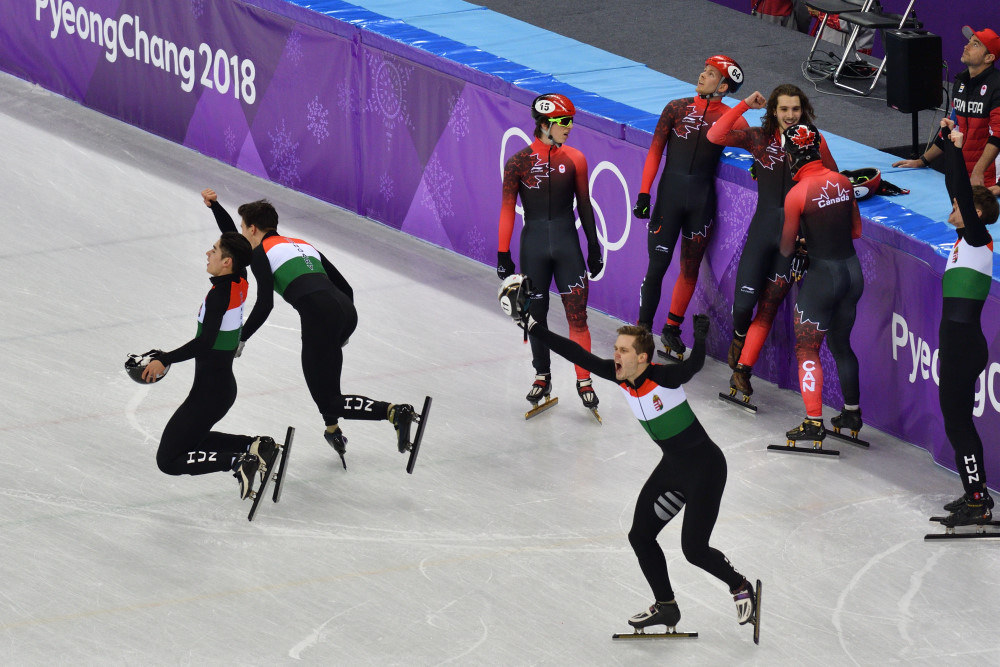
Węgierska sztafeta panczenistów w short tracku – mistrzowie olimpijscy z Pjongczangu

Węgry na Zimowych Igrzyskach Olimpijskich 2018 – występ kadry sportowców reprezentujących Węgry na igrzyskach olimpijskich w Pjongczangu w 2018 roku.
W kadrze znalazło się 19 zawodników – 9 mężczyzn i 10 kobiet. Reprezentanci Węgier wystąpili w 22 konkurencjach w 6 dyscyplinach sportowych – biegach narciarskich, łyżwiarstwie figurowym, łyżwiarstwie szybkim, narciarstwie alpejskim, narciarstwie dowolnym i short tracku.
W rywalizacji męskich sztafet w short tracku zwyciężyli Shaoang Liu, Shaolin Sándor Liu, Viktor Knoch i Csaba Burján. Był to pierwszy złoty medal zimowych igrzysk olimpijskich wywalczony dla Węgier i zarazem pierwszy medal zimowych igrzysk dla tego kraju od igrzysk w Lake Placid w 1980 roku. Zdobyty medal pozwolił Węgrom zająć 21. miejsce w klasyfikacji medalowej igrzysk, ex aequo z Ukrainą.
Chorążym reprezentacji Węgier podczas ceremonii otwarcia igrzysk był panczenista Konrád Nagy, a podczas ceremonii zamknięcia – wolontariusz komitetu organizacyjnego igrzysk. Węgierska reprezentacja weszła na stadion jako 90. w kolejności (trzecia licząc od końca), pomiędzy ekipami z Filipin i Hongkongu.
Był to 23. start reprezentacji Węgier na zimowych igrzyskach olimpijskich i 49. start olimpijski, wliczając w to letnie występy.

## Statystyki według dyscyplin
Węgrzy wzięli udział w zawodach w sześciu dyscyplinach sportowych. Najliczniejszą reprezentację, liczącą 5 zawodników i 5 zawodniczek, wystawili w short tracku.
| Lp.     | Dyscyplina            | Mężczyźni | Kobiety | Łącznie |
| ------- | --------------------- | --------- | ------- | ------- |
| 1       | Biegi narciarskie     | 1         | 1       | 2       |
| 2       | Łyżwiarstwo figurowe  | –         | 1       | 1       |
| 3       | Łyżwiarstwo szybkie   | 1         | –       | 1       |
| 4       | Narciarstwo alpejskie | 2         | 2       | 4       |
| 5       | Narciarstwo dowolne   | –         | 1       | 1       |
| 6       | Short track           | 5         | 5       | 10      |
| Łącznie | Łącznie               | 9         | 10      | 19      |

## Skład reprezentacji

### Biegi narciarskie
| Konkurencja                                         | Zawodnik    | Kwalifikacje | Kwalifikacje | Ćwierćfinały | Ćwierćfinały | Półfinały | Półfinały | Finały  | Finały  | Finały  |
| Konkurencja                                         | Zawodnik    | Czas         | Miejsce      | Czas         | Miejsce      | Czas      | Miejsce   | Czas    | Strata  | Miejsce |
| --------------------------------------------------- | ----------- | ------------ | ------------ | ------------ | ------------ | --------- | --------- | ------- | ------- | ------- |
| Bieg indywidualny kobiet na 10 km stylem dowolnym   | Emőke Szőcs | —            | —            | —            | —            | —         | —         | 31:04,6 | +6:04,1 | 77.     |
| Bieg indywidualny mężczyzn na 15 km stylem dowolnym | Ádám Kónya  | —            | —            | —            | —            | —         | —         | 39:27,2 | +5:43,3 | 89.     |
| Sprint indywidualny mężczyzn stylem klasycznym      | Ádám Kónya  | 3:31,84      | 67. nq       | NQ           | NQ           | NQ        | NQ        | NQ      | NQ      | 67.     |

### Łyżwiarstwo figurowe
| Konkurencja | Zawodnik   | Taniec krótki | Taniec krótki | Taniec dowolny | Taniec dowolny | Nota łączna | Nota łączna |
| Konkurencja | Zawodnik   | Punkty        | Miejsce       | Punkty         | Miejsce        | Punkty      | Miejsce     |
| ----------- | ---------- | ------------- | ------------- | -------------- | -------------- | ----------- | ----------- |
| Solistki    | Ivett Tóth | 53,22         | 23.           | 97,21          | 23.            | 150,43      | 23.         |

### Łyżwiarstwo szybkie
| Konkurencja             | Zawodnik    | Kwalifikacje | Kwalifikacje | Kwalifikacje | Finał   | Finał  | Finał   |
| Konkurencja             | Zawodnik    | Czas         | Strata       | Miejsce      | Czas    | Strata | Miejsce |
| ----------------------- | ----------- | ------------ | ------------ | ------------ | ------- | ------ | ------- |
| Bieg na 1000 m mężczyzn | Konrád Nagy | N/A          | N/A          | N/A          | 1:09,92 | +1,97  | 21.     |
| Bieg na 1500 m mężczyzn | Konrád Nagy | N/A          | N/A          | N/A          | 1:49,01 | +5,00  | 29.     |

### Narciarstwo alpejskie
| Konkurencja              | Zawodnik            | Przejazd 1 | Przejazd 1 | Przejazd 2 | Przejazd 2 | Czas łączny | Miejsce |
| Konkurencja              | Zawodnik            | Czas       | Miejsce    | Czas       | Miejsce    | Czas łączny | Miejsce |
| ------------------------ | ------------------- | ---------- | ---------- | ---------- | ---------- | ----------- | ------- |
| Slalom kobiet            | Szonja Hozmann      | DNF        | DNF        | DNS        | DNS        | DNF         | DNF1    |
| Slalom kobiet            | Mariann Mimi Maróty | 1:09,95    | 58.        | 1:02,83    | 52.        | 2:12,78     | 53.     |
| Slalom gigant kobiet     | Szonja Hozmann      | 1:21,77    | 54.        | 1:17,62    | 49.        | 2:39,39     | 49.     |
| Slalom gigant kobiet     | Mariann Mimi Maróty | 1:29,74    | 65.        | DSQ        | DSQ        | DSQ         | DSQ     |
| Zjazd mężczyzn           | Márton Kékesi       | —          | —          | —          | —          | 1:51,72     | 53.     |
| Slalom gigant mężczyzn   | Márton Kékesi       | 1:16,64    | 53.        | 1:15,22    | 40.        | 2:31,86     | 42.     |
| Slalom gigant mężczyzn   | Dalibor Šamšal      | 1:16,09    | 51.        | 1:16,79    | 50.        | 2:32,88     | 44.     |
| Supergigant mężczyzn     | Márton Kékesi       | —          | —          | —          | —          | DNF         | DNF     |
| Superkombinacja mężczyzn | Márton Kékesi       | 1:26,08    | 62.        | 53,94      | 33.        | 2:20,02     | 35.     |
| Superkombinacja mężczyzn | Dalibor Šamšal      | 1:25,17    | 60.        | 50,77      | 29.        | 2:15,94     | 32.     |

| Konkurencja      | Skład zespołu                                                   | Kwalifikacje | Kwalifikacje | Ćwierćfinał | Ćwierćfinał | Półfinał   | Półfinał | Finał      | Finał | Miejsce |
| Konkurencja      | Skład zespołu                                                   | Przeciwnik   | Wynik        | Przeciwnik  | Wynik       | Przeciwnik | Wynik    | Przeciwnik | Wynik | Miejsce |
| ---------------- | --------------------------------------------------------------- | ------------ | ------------ | ----------- | ----------- | ---------- | -------- | ---------- | ----- | ------- |
| Zawody drużynowe | Szonja Hozmann Mariann Mimi Maróty Márton Kékesi Dalibor Šamšal | SUI          | P 0-4        | NQ          | NQ          | NQ         | NQ       | NQ         | NQ    | 9.      |

### Narciarstwo dowolne
| Konkurencja     | Zawodnik         | Kwalifikacje | Kwalifikacje | 1/8 finału | 1/8 finału | Ćwierćfinał | Ćwierćfinał | Półfinał | Półfinał | Finał | Finał   | Miejsce |
| Konkurencja     | Zawodnik         | Wynik        | Miejsce      | Wynik      | Miejsce    | Wynik       | Miejsce     | Wynik    | Miejsce  | Wynik | Miejsce | Miejsce |
| --------------- | ---------------- | ------------ | ------------ | ---------- | ---------- | ----------- | ----------- | -------- | -------- | ----- | ------- | ------- |
| Halfpipe kobiet | Elizabeth Swaney | 31,40        | 24. nq       | N/A        | N/A        | N/A         | N/A         | N/A      | N/A      | NQ    | NQ      | 24.     |

### Short track
| Konkurencja              | Zawodnik                                                     | Kwalifikacje | Kwalifikacje | Ćwierćfinał | Ćwierćfinał | Półfinał | Półfinał | Finał    | Finał   | Miejsce |
| Konkurencja              | Zawodnik                                                     | Czas         | Pozycja      | Czas        | Pozycja     | Czas     | Pozycja  | Czas     | Pozycja | Miejsce |
| ------------------------ | ------------------------------------------------------------ | ------------ | ------------ | ----------- | ----------- | -------- | -------- | -------- | ------- | ------- |
| Bieg na 500 m kobiet     | Petra Jászapáti                                              | 55,641       | 2. Q         | 43,043      | 4. nq       | NQ       | NQ       | NQ       | NQ      | 13.     |
| Bieg na 500 m kobiet     | Andrea Keszler                                               | 43,274       | 2. Q         | 43,053      | 3. nq       | NQ       | NQ       | NQ       | NQ      | 10.     |
| Bieg na 1000 m kobiet    | Petra Jászapáti                                              | 1:29,838     | 4. nq        | NQ          | NQ          | NQ       | NQ       | NQ       | NQ      | 24.     |
| Bieg na 1000 m kobiet    | Andrea Keszler                                               | 1:31,446     | 3. Q         | 1:30,642    | 5. nq       | NQ       | NQ       | NQ       | NQ      | 17.     |
| Bieg na 1500 m kobiet    | Petra Jászapáti                                              | 2:25,022     | 2. Q         | —           | —           | 2:23,210 | 2. QA    | 2:26,138 | 6.      | 6.      |
| Bieg na 1500 m kobiet    | Sára Bácskai                                                 | DSQ          | DSQ          | —           | —           | NQ       | NQ       | NQ       | NQ      | DSQ     |
| Sztafeta 3000 m kobiet   | Sára Bácskai Bernadett Heidum Petra Jászapáti Andrea Keszler | 4:09,555     | 3. QB        | —           | —           | —        | —        | 4:03,603 | 2.      | 4.      |
| Bieg na 500 m mężczyzn   | Viktor Knoch                                                 | 1:06,040     | 4. nq        | NQ          | NQ          | NQ       | NQ       | NQ       | NQ      | 28.     |
| Bieg na 500 m mężczyzn   | Shaoang Liu                                                  | 40,526       | 1. Q         | DSQ         | DSQ         | NQ       | NQ       | NQ       | NQ      | 19.     |
| Bieg na 500 m mężczyzn   | Shaolin Sándor Liu                                           | 40,650       | 1. Q         | 40,471      | 2. Q        | 40,399   | 3. QB    | 40,651   | 1.      | 5.      |
| Bieg na 1000 m mężczyzn  | Shaoang Liu                                                  | DSQ          | DSQ          | NQ          | NQ          | NQ       | NQ       | NQ       | NQ      | DSQ     |
| Bieg na 1000 m mężczyzn  | Shaolin Sándor Liu                                           | 1:31,547     | 1. Q         | 1:24,012    | 1. Q        | 1:26,488 | 2. QA    | DSQ      | DSQ     | 8.      |
| Bieg na 1500 m mężczyzn  | Csaba Burján                                                 | 2:19,284     | 5. nq        | —           | —           | NQ       | NQ       | NQ       | NQ      | 30.     |
| Bieg na 1500 m mężczyzn  | Shaoang Liu                                                  | 2:14,160     | 3. Q         | —           | —           | DSQ      | DSQ      | NQ       | NQ      | 20.     |
| Bieg na 1500 m mężczyzn  | Shaolin Sándor Liu                                           | 2:12,835     | 1. Q         | —           | —           | 2:45,709 | 5. ADV-A | 2:11,520 | 5.      | 5.      |
| Sztafeta 5000 m mężczyzn | Csaba Burján Viktor Knoch Shaoang Liu Shaolin Sándor Liu     | 6:34,866     | 2. QA        | —           | —           | —        | —        | 6:31,971 | 1.      | 1.      |